# Túnez en los Juegos Mundiales de Breslavia 2017

Túnez fue uno de los 102 países que participaron en los Juegos Mundiales de 2017 celebrados en la ciudad de Breslavia, Polonia.
La delegación de Túnez estuvo compuesta por un total de catorce atletas, de los cuales uno fue hombre y trece fueron mujeres.
Túnez no consiguió ganar ninguna medalla en esta edición de los Juegos Mundiales, siendo lo más cerca que estuvo del podio un cuarto lugar.

## Delegación

### Balonmano playa
| Categoría                     | Femenil |
| ----------------------------- | --- |
| Plantel                       | Safa Ameri Boutheina Amiche Samira Arfaoui Abir Chebbi Senda Fahra Chekir Sinda Fadhloun Ameni Jemmali Olfa Morjene Manel Mrad Leila Ourfelli Hanen Romdhan Amani Salmi |
| Fase de grupos                | # 0:2 (18:23, 13:17) # 0:2 (6:15, 8:20) # 0:2 (15:16, 6:16) |
| Cuartos de final              | # 0:2 (10:28, 10:20) |
| Partidos de posicionamiento   | # 1:2 (7:17, 20:14, 2:6) |
| Partido por el séptimo puesto | # 1:2 (15:23, 19:17, 5:6) |
| Posición                      | 8 |

### Ju-Jitsu
| Varonil         |                 |                 |      |                               |       |           |           |           |           |           |           |           |
| Makrem Saanouni | +94 kg Ne-Waza  | # Aleksandr Sak | 0:0  | # Yahya Alhamadi              | 0:0   | eliminado | eliminado | eliminado | eliminado | eliminado | eliminado | eliminado |
| Makrem Saanouni | Combate +94 kg. | # Riss Rafal    | 0:50 | # Christian Álvarez Fernández | 10:16 | eliminado | eliminado | eliminado | eliminado | eliminado | eliminado | eliminado |

### Kickboxing
| Femenil      |          |                   |     |                     |     |               |     |   |
| Elgoul Ahlem | K1 52 kg | # Myra Winkelmann | 2:1 | # Monika Chochikova | 0:3 | # Si Long Tam | 0:3 | 4 |